# ジェイアイプロモーション
株式会社ジェイアイプロモーション（英文社名；JI-Promotion Inc.）は、東京都渋谷区に本社を置く日本の芸能プロダクション。

## 沿革・概要
- 2006年（平成18年）3月 - 株式会社研音でマネージャーを務めていた稲村甲一が独立し、東京都渋谷区神宮前3-42-7 青山太陽ビル3Fに設立。

## 所属タレント
2023年（令和5年）4月現在
- 松下奈緒
- 牧瀬里穂
- 八木亜希子（業務提携）
- 坂東新悟（歌舞伎）
- 白石みき
- 松本慎司
- 松田有咲

## かつて所属していたタレント
- 青谷優衣
- 赤井勝
- 加藤梓
- 壁谷俊介
- 川島千明
- 久保弥優
- 桑原和生
- 後藤亜実
- 佐藤まり江
- 田野倉雄太
- 縄田智子
- 長谷川真優
- 古川智志
- 御厨響一
- 宮越かおり
- 櫻井麻美 (タレント)
- 泉川実穂
- 山本瑠菜